# VF (Automarke)

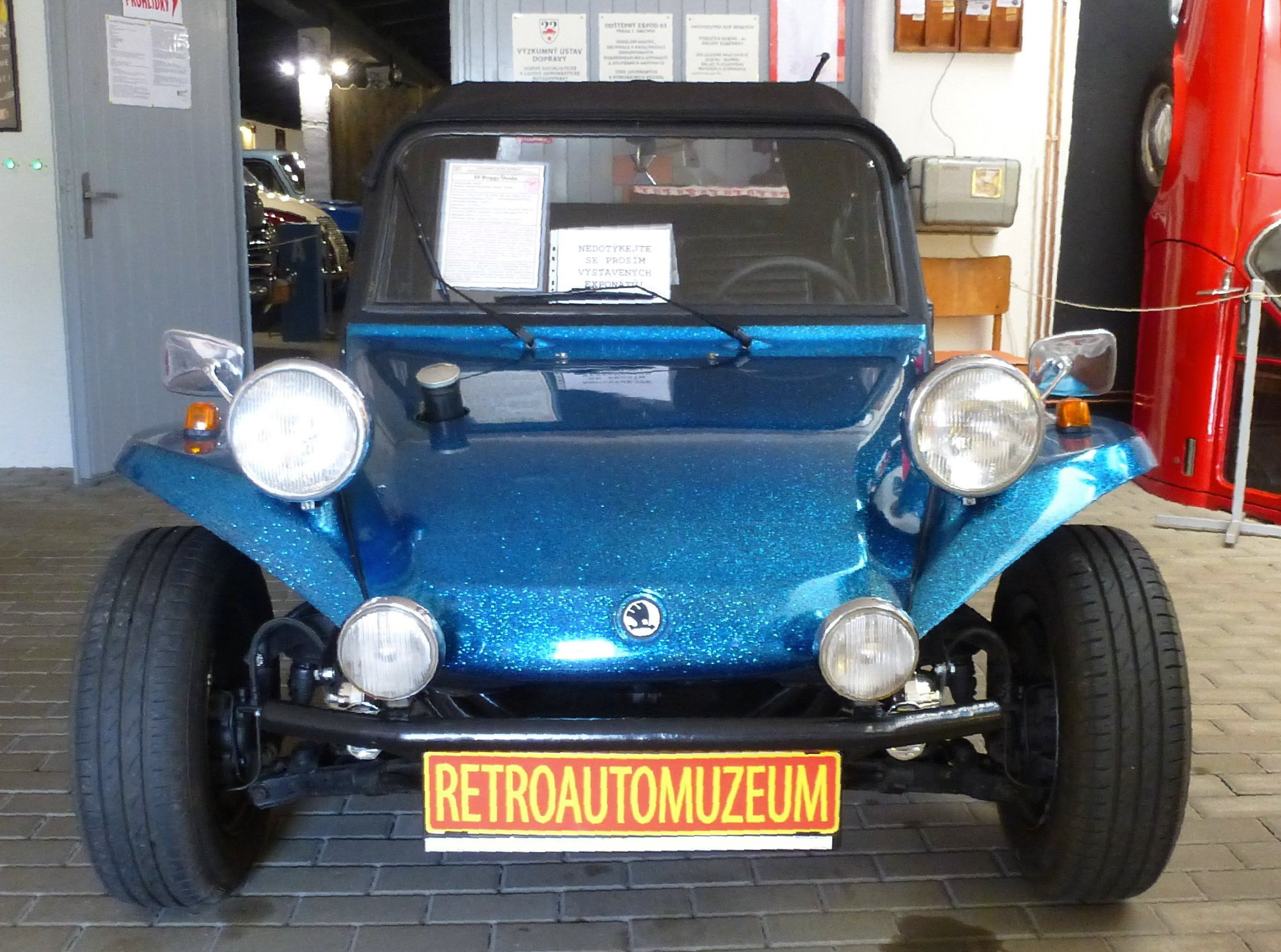
VF Buggy

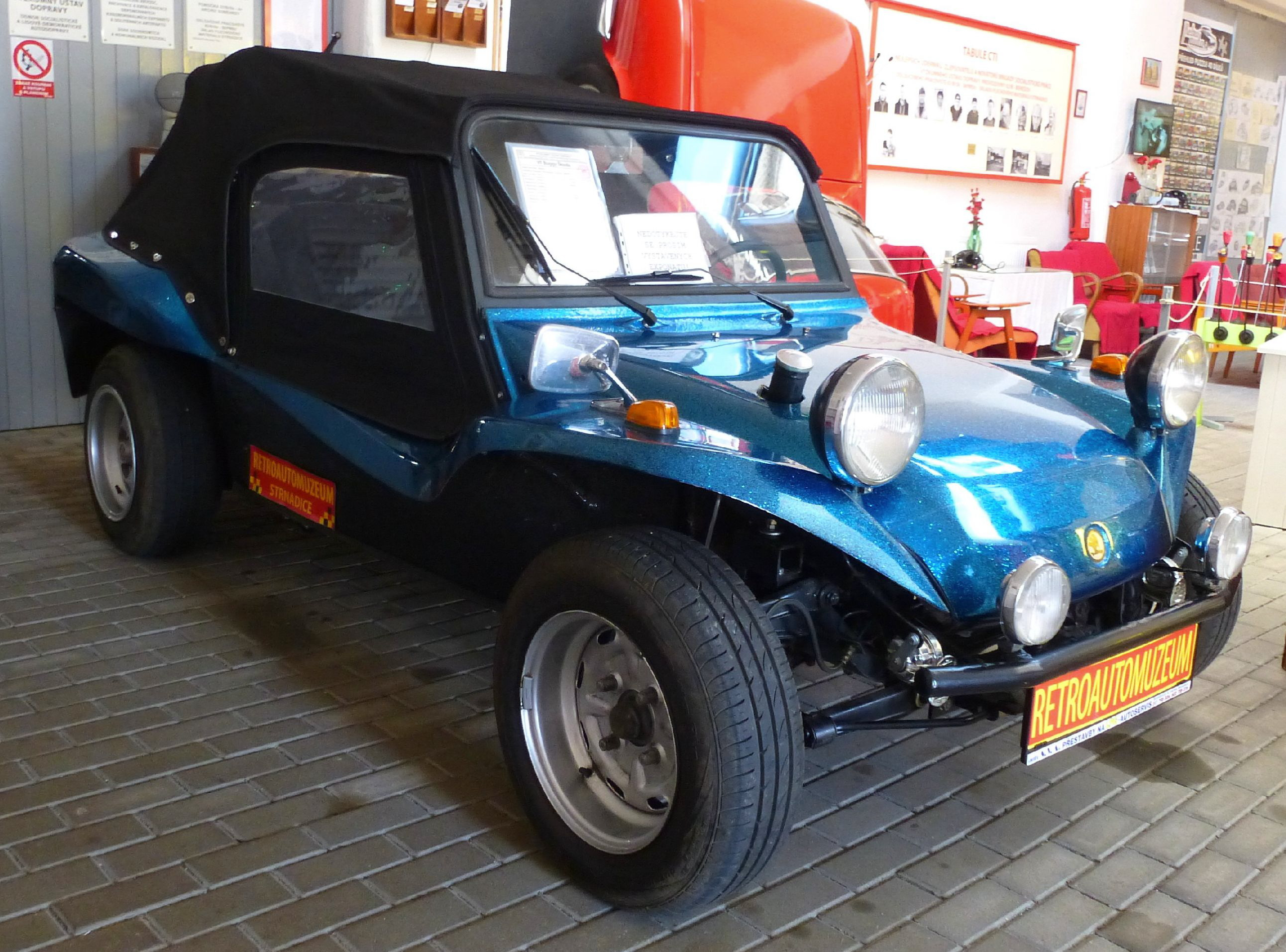
VF Buggy

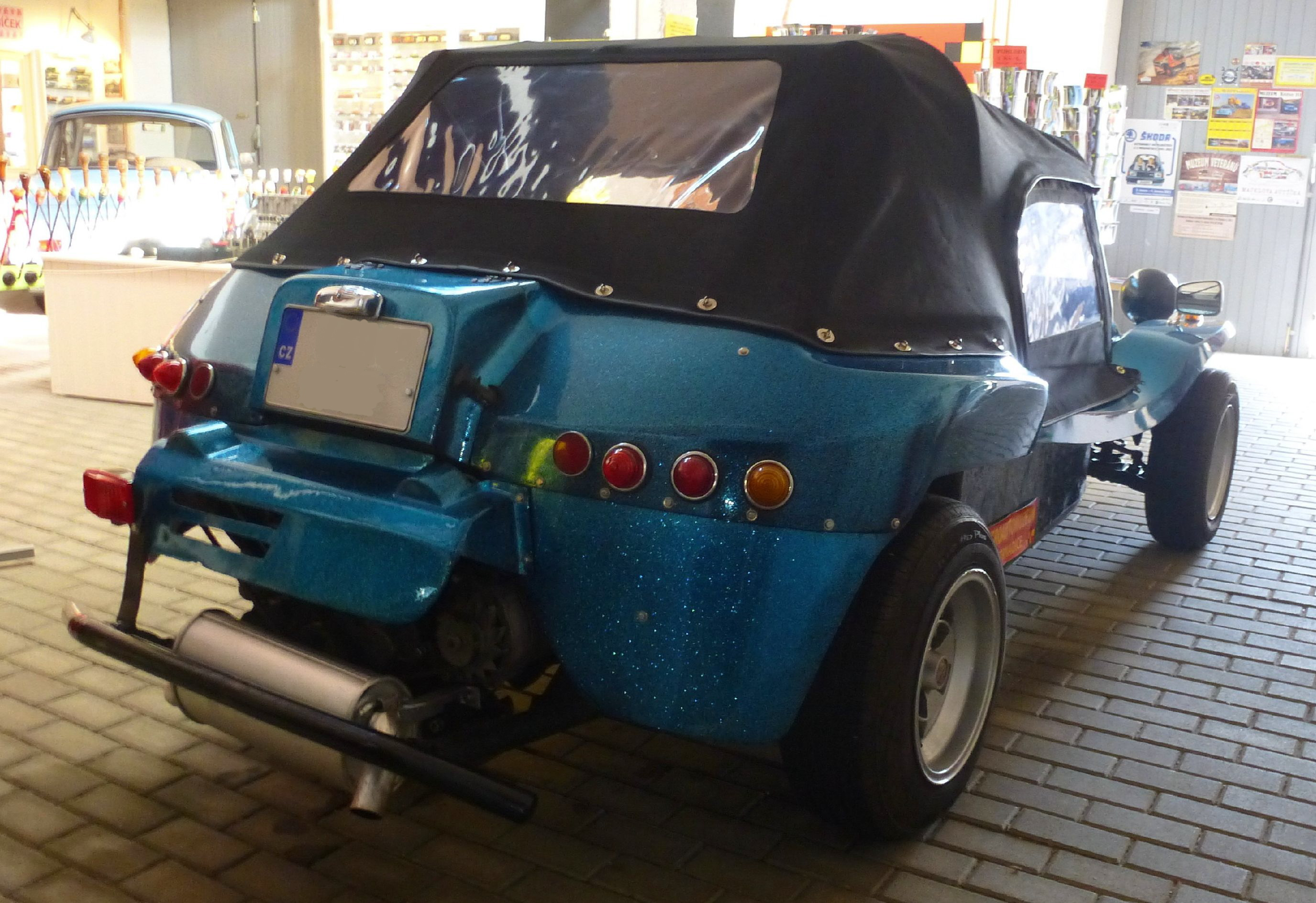
VF Buggy

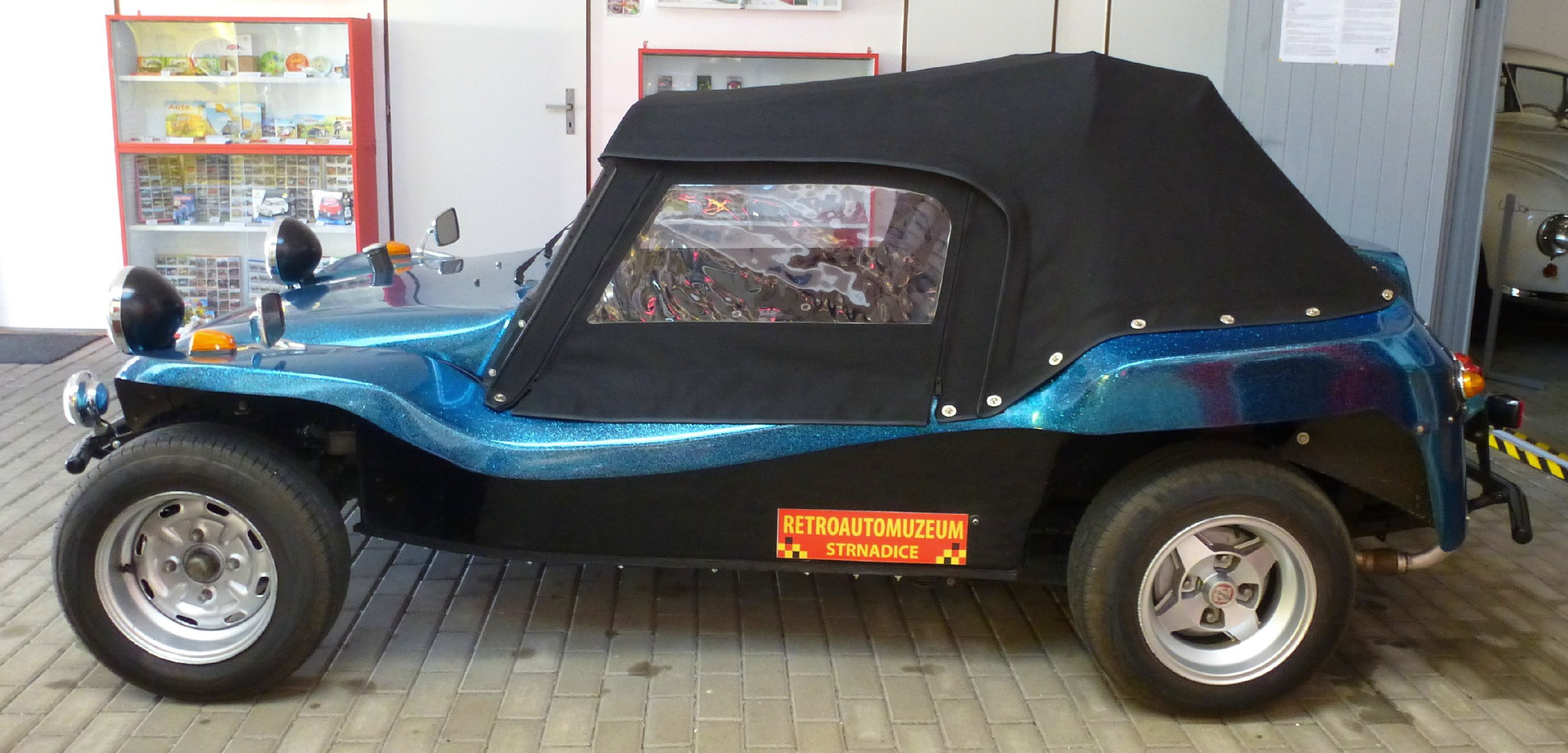
VF Buggy

VF war eine belgische Automarke.

## Markengeschichte
VF stand für die Initialen des Herstellers François Vernimmen. Das Unternehmen hatte seinen Sitz in Namur. Es begann 1971 mit der Produktion von Automobilen. Im Januar 1972 standen Fahrzeuge auf der Brüsseler Automobilausstellung. 1975 endete die Produktion.
Insgesamt entstanden etwa 30 oder 40 Fahrzeuge, ein erhaltenes ist im Retro Auto Muzeum im tschechischen Strnadice ausgestellt.

## Fahrzeuge
Angeboten wurden Fahrzeuge im Stil eines VW-Buggy. Die Fahrgestelle soll Vernimmen selbst hergestellt, also nicht wie viele Konkurrenten von gebrauchten VW-Käfern genommen haben. Es gibt allerdings auch Informationen, denen zufolge die Bodenplattform des Škoda 100 im Radstand von 240 cm auf 224 cm gekürzt und außerdem verstärkt wurde.
Die Vierzylindermotoren stammten von Škoda. Sie hatten wahlweise 988 cm³ oder 1107 cm³ Hubraum. Verschiedene Versionen wurden angeboten. Eine Quelle präzisiert es dahingehend, dass zunächst der kleinere Motor verwendet wurde und erst ab 1973 der größere Motor. Es war in beiden Fällen ein Heckmotor. Die Ausführungen 1 Luxe, 4 Grand Luxe und 5 Super hatten den kleinen Motor, der 42 PS leistete. 6 und 7 wurden vom größeren Motor angetrieben, der im erstgenannten Modell 48 PS hatte und im letztgenannten mit einem Doppelvergaser 52 PS.
Nach Museumsangaben sind die Fahrzeuge 337 cm lang, 162 cm breit und 137 cm hoch. Sie wiegen 720 kg.